# Słaba topologia
Słaba topologia – alternatywna (w stosunku do wyjściowej) topologia na danej przestrzeni liniowo-topologicznej, będąca uogólnieniem idei zbieżności po współrzędnych (w przypadku przestrzeni skończenie wymiarowych słaba topologia pokrywa się z wyjściową topologią).
Słaba topologia to najmniejsza topologia na przestrzeni liniowo-topologicznej, zwykle lokalnie wypukłej, w której wszystkie funkcjonały liniowe są ciągłe (w sensie mocnej topologii) – innymi słowy dla przestrzeni liniowo-topologicznej {\displaystyle X} o nietrywialnej przestrzeni sprzężonej (topologicznie) {\displaystyle X^{*}} jest to topologia wprowadzona przez rodzinę przekształceń
{\displaystyle \{x^{*}:x^{*}\in X^{*}\};}
jeśli {\displaystyle \tau } jest (mocną) topologią w {\displaystyle X,} to słabą topologię oznacza się zwykle symbolem {\displaystyle \tau ^{*}.} Innym sposobem wprowadzenia tej topologii jest podanie bazy otoczeń zera.
Przykład: rozpatrzmy nieskończony ciąg {\displaystyle (e_{n})} elementów przestrzeni {\displaystyle \ell _{2}}, w którym kolejne elementy {\displaystyle e_{n}} mają na {\displaystyle n}-tym miejscu jedynkę, a na pozostałych zera. Ciąg ten jest słabo zbieżny do {\displaystyle 0\in \ell _{2}.} Natomiast względem normy dany ciąg jest rozbieżny (mimo bycia ograniczonym). Dlatego zbiór {\displaystyle \{e_{n}:n=1,2,\dots \}} jest domknięty w silnej topologii, ale nie w słabej topologii. Z kolei zbiór {\displaystyle \{0\}\cup \{e_{n}:n=1,2,\dots \}} jest domknięty w obu topologiach, ale zwarty tylko w słabej topologii.
Z kolei mocna zbieżność zawsze pociąga słabą. Słaba topologia zwiększa rodzinę zbiorów zwartych i zmniejsza rodzinę zbiorów domkniętych (mówi się wtedy o słabej zwartości czy słabej domkniętości). Para topologii mocnej i słabej wspólnie stanowi ważne narzędzie analizy funkcjonalnej.

## Własności
Niech {\displaystyle X} będzie rzeczywistą bądź zespoloną przestrzenią liniową oraz niech {\displaystyle {\mathcal {F}}} będzie niepustą rodziną funkcjonałów liniowych przestrzeni {\displaystyle X} taką, że dla każdego niezerowego {\displaystyle x\in X} istnieje {\displaystyle f\in {\mathcal {F}}} taki, że {\displaystyle f(x)\neq 0.} Wówczas
- {\displaystyle (X,+,\cdot ,\tau ({\mathcal {F}}))} jest przestrzenią liniowo-topologiczną lokalnie wypukłą,
- rodzina {\displaystyle {\mathcal {F}}} jest zawarta w przestrzeni sprzężonej {\displaystyle (X,\tau ({\mathcal {F}}))^{\star },} ponadto jeśli {\displaystyle {\mathcal {F}}} sama jest przestrzenią liniową, to {\displaystyle {\mathcal {F}}=(X,\tau ({\mathcal {F}}))^{\star }.}
- podzbiór {\displaystyle A} przestrzeni {\displaystyle (X,\tau ({\mathcal {F}}))} jest ograniczony wtedy i tylko wtedy, gdy dla każdego {\displaystyle f\in {\mathcal {F}}} istnieje {\displaystyle M\in [0,\infty ),} że dla każdego {\displaystyle x\in A{:}} {\displaystyle |f(x)|\leqslant M,}
- ciąg punktów {\displaystyle (x_{n})_{n\in \mathbb {N} }} przestrzeni {\displaystyle X} jest zbieżny do punktu {\displaystyle x} tej przestrzeni wtedy i tylko wtedy, gdy {\displaystyle \lim _{n\to \infty }f(x_{n})=f(x)} dla każdego {\displaystyle f\in {\mathcal {F}}.}
- Jeżeli przestrzeń liniowo-topologiczna jest nieskończenie wymiarowa, to każde jej słabe otoczenie zawiera nieskończenie wymiarową podprzestrzeń liniową. Ponadto, przestrzeń ta nie jest lokalnie ograniczona.
- Jeżeli przestrzeń liniowo-topologiczna jest lokalnie wypukła, to domknięcie zbioru wypukłego w wyjściowej topologii pokrywa się z domknięciem tego zbioru w sensie słabej topologii.
- Twierdzenie Mazura: Niech {\displaystyle X} będzie metryzowalną przestrzenią liniowo-topologiczną lokalnie wypukłą. Jeżeli punkt {\displaystyle x\in X} jest słabą granicą ciągu {\displaystyle (x_{n})_{n\in \mathbb {N} }} punktów tej przestrzeni, to jest (mocną) granicą pewnego ciągu punktów otoczki wypukłej zbioru {\displaystyle \{x_{n}:n\in \mathbb {N} \}.}

## Topologia *-słaba
Niech {\displaystyle (X,{\mathcal {T}})} będzie przestrzenią liniowo-topologiczną nad ciałem {\displaystyle K} liczb rzeczywistych bądź zespolonych. Dla każdego {\displaystyle x\in X} można określić funkcjonał {\displaystyle \Phi _{x}\colon X^{\star }\to K} dany wzorem
{\displaystyle \Phi _{x}(x^{*})=x^{*}x.}
Dla każdego {\displaystyle x\in X} funkcjonał {\displaystyle \Phi _{x}} jest liniowy ponadto dla każdego {\displaystyle x^{\star }\in X^{*}\setminus \{0\}} istnieje {\displaystyle x\in X} taki, że
{\displaystyle \Phi _{x}(x^{*})\neq 0.}
Topologię {\displaystyle \tau (\{\Phi _{x}:x\in X\})} wprowadzoną w zbiorze {\displaystyle X^{*}} przez rodzinę {\displaystyle \{\Phi _{x}:x\in X\}} nazywamy topologią *-słabą i oznaczamy symbolem {\displaystyle {{\mathcal {T}}^{w}}^{*}.}
Przestrzeń {\displaystyle (X^{*},{{\mathcal {T}}^{w}}^{*})} jest lokalnie wypukła, a rodzina
{\displaystyle \{\{x^{\star }\in X^{\star }:|x^{\star }x_{1}|<{\tfrac {1}{n_{1}}},\dots ,|x^{\star }x_{m}|<{\tfrac {1}{n_{m}}}\}:x_{1},\dots ,x_{m}\in X,n_{1},\dots ,n_{m}\in \mathbb {N} ,m\in \mathbb {N} \}}
jest jej bazą lokalną złożoną ze zbiorów zbalansowanych i wypukłych.
- Jeżeli {\displaystyle X^{*}} jest przestrzenią nieskończenie wymiarową, to każde *-słabe otoczenie zera zawiera nieskończenie wymiarową podprzestrzeń liniową.
- Jeżeli {\displaystyle X} jest przestrzenią unormowaną oraz {\displaystyle {\mathcal {T}}^{*}} oznacza topologię wyznaczoną normę w przestrzeni {\displaystyle X^{*},} to {\displaystyle {{\mathcal {T}}^{w}}^{*}=({{\mathcal {T}}^{*}})^{w}} wtedy i tylko wtedy, gdy {\displaystyle X} jest przestrzenią refleksywną.